# Sabine Pamperrien
Sabine Dorothee Pamperrien (geb. um 1970 in Bremen) ist eine deutsche Journalistin, Literaturwissenschaftlerin, Rezensentin und Sachbuchautorin.

## Leben
Sie studierte Rechtswissenschaften, Neuere Deutsche Literatur sowie Geschichte an der Universität Bremen und der Technischen Universität in Berlin. Im Jahr 1999 wurde sie mit der Dissertation Ideologische Konstanten – ästhetische Variablen. Zur Rezeption des Werks von Heiner Müller an der Technischen Universität Berlin zum Dr. phil. promoviert. Die Dissertation erschien im Jahr 2003 als Monografie.
Ab dem Jahr 2003 war sie als freie Journalistin und Rezensentin u. a. für die Berliner Zeitung, Frankfurter Allgemeine Zeitung (FAZ), Die Welt, die tageszeitung (taz), Jüdische Allgemeine, der Freitag, Der Tagesspiegel, Neue Zürcher Zeitung (NZZ), Spiegel Online, Netzeitung, Deutschlandfunk (DLF) und Das Parlament tätig. Von September 2007 bis November 2008 war sie Chefredakteurin bei der Medienzeitschrift Berliner Journalisten.
Pamperrien behauptete in einem Artikel in der Netzeitung vom 11. Januar 2007, Finnland habe sein in den PISA-Studien überlegenes Schulsystem in den 1960er Jahren von der DDR übernommen. Dem hielt Wolfgang Lambrecht entgegen, dass dies zwar für die strukturelle und inhaltliche Abstimmung aller Teile stimme, nicht aber für die ideologische Ausrichtung der Bildung in der DDR. Auch sei das Vorbild Schwedens wichtiger gewesen.

## Auswahl der Publikationen

### Bücher
- Ideologische Konstanten – ästhetische Variablen. Zur Rezeption des Werks von Heiner Müller (= Schriften zur Europa- und Deutschlandforschung. Band 10). Peter-Lang-Verlag, Frankfurt am Main 2003, ISBN 3-631-50753-4. (zugleich Dissertation, Technische Universität Berlin 1999)
- Versuch am untauglichen Objekt. Der Schriftstellerverband der DDR im Dienst der sozialistischen Ideologie. Peter Lang, Frankfurt am Main 2004, ISBN 978-3-631-52409-1.
- Helmut Schmidt und der Scheißkrieg. Die Biografie 1918 bis 1945. Piper, München 2014, ISBN 978-3-492-05677-9.
- mit Klaus Stieglitz: Das Öl, die Macht und Zeichen der Hoffnung. Von Konzernen und dem Menschenrecht auf sauberes Wasser. rüffer & rub, Zürich 2016, ISBN 978-3-907625-95-8.
  - englischsprachige Version: Oil, Power and a Sign of Hope. Of Corporations and the Human Right to Clean Water. rüffer & rub, Zürich 2016,  ISBN 978-3-907625-96-5.
- 1967. Das Jahr der zwei Sommer. dtv, München 2017
- Mitautorin: Werder im Nationalsozialismus: Lebensgeschichten jüdischer Vereinsmitglieder, Die Werkstatt, Bielefeld 2022, ISBN 978-3-7307-0567-4.

### Andere Publikationen
- Die böse Mutter der Gruppe 47. In: taz. de. 2007. (PDF)
- Der Enthüllungsblogger. In: der Freitag. 30. Juni 2009.
- Der Doktor aus Pinsk. CHEMIE – Isaac Lifschütz hat die Nivea-Creme erfunden – und schämte sich ein bisschen dafür. In: Jüdische Allgemeine, Ausgabe 37 (2011), S. 19 (PDF)
- Islam und Feminismus. (Rezension über das Buch von Alice Schwarzer: Die große Verschleierung.) 11. Oktober 2010 beim Deutschlandfunk. (PDF)
- Frauen in der islamischen Welt und der Mehrfrontenkrieg. (Rezension über das Buch von Necla Kelek: Hurriya heißt Freiheit. Die Revolte der arabischen Frauen.) 15. Oktober 2012 beim Deutschlandfunk. (PDF)

## Einzelbelege
1. ↑  Wolfgang Lambrecht: "Von Finnland lernen, heißt von der DDR lernen"? Wundersame oder wunderliche Wiederkehr eines untergegangenen Bildungssystems. In: Thomas Großbölting (Hrsg.): Friedensstaat, Leseland, Sportnation? DDR-Legenden auf dem Prüfstand (= Schriftenreihe der Bundeszentrale für politische Bildung). Band 1029. Bundeszentrale für politische Bildung, Bonn 2010, ISBN 978-3-8389-0029-2, S. 289–303.

| Personendaten    | Personendaten                                                                      |
| ---------------- | ---------------------------------------------------------------------------------- |
| NAME             | Pamperrien, Sabine                                                                 |
| ALTERNATIVNAMEN  | Pamperrien, Sabine Dorothee (vollständiger Geburtsname)                            |
| KURZBESCHREIBUNG | deutsche Journalistin, Literaturwissenschaftlerin, Rezensentin und Sachbuchautorin |
| GEBURTSDATUM     | um 1970                                                                            |
| GEBURTSORT       | Bremen                                                                             |